# NGC 1275
 NGC 1275 （也稱為英仙座A，科德韋爾24）是1.5型的西佛星系，位在英仙座的方向上，距離大約2億3500萬光年。NGC 1275對應於電波星系英仙座A，是位於巨大的英仙座星系團中心的星系。 

## 動力學

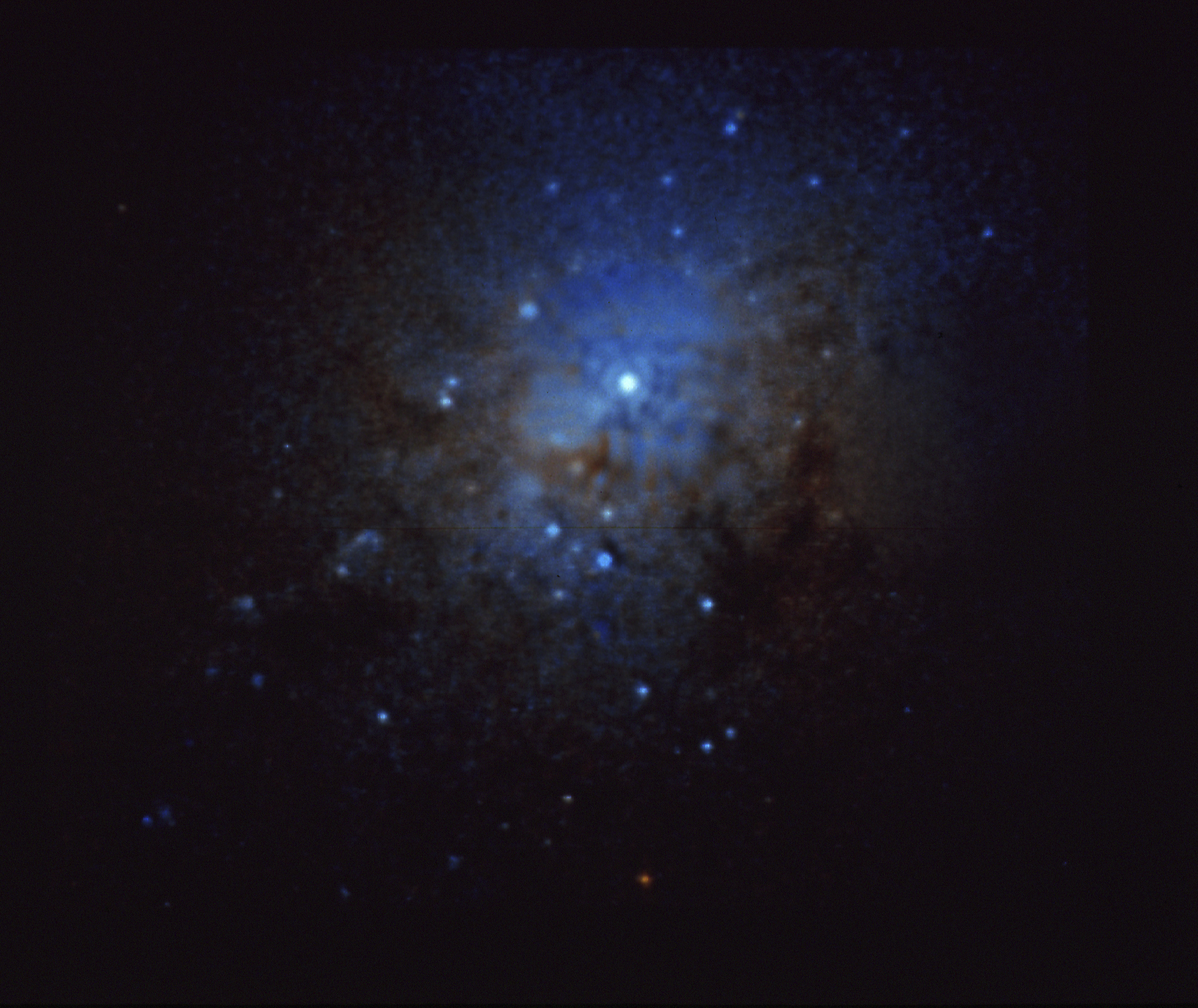
哈伯太空望遠鏡（HST）的NGC 1275影像。創建者：HST/NASA/ESA。

NGC 1275包含2個星系，在英仙座星系團中央的CD星系，和躺在前方以3,000公里/秒朝向主體高度移動，並且相信應該與英仙座星系團合併的"高速系統"（HVS）。HVS與CD星系的距離至少有20萬光年，因此不受它的影響。星系團中心的星系包含散發出纖維狀譜線的大質量網路，看起來似乎會延遲相對論性電漿引發的氣泡在中心的活躍星系核中的生成。由氣體組成長的氣體絲成螺旋狀的延伸至星系之外，進入數百萬度高溫，充滿了星系團輻射出X射線的氣體。在一條典型螺旋細絲上的氣體包含的質量百萬倍於我們的太陽，但寬度只有200光年，並且可以筆直的延伸達20,000光年。
細絲的存在引發一個問題，因為它們的溫度比星系團周圍的雲氣低，它們是如何或許維持了一億年之？它們為何不會變暖？消散或是塌縮成為恆星？一個可能是有著微弱的磁場（大約地球磁場強度的萬分之一）施加了足夠的力量使離子在螺線上聚集。
NGC 1275 含有130億太陽質量的分子雲。
在NGC 1275的核心，據信是個3.4億太陽質量的超大質量黑洞。

## 外部連結
- WikiSky上关于NGC 1275的内容：DSS2, SDSS, GALEX, IRAS, 氢α, X射线, 天文照片, 天图, 文章和图片
- NASA image & description（页面存档备份，存于）
- Another NASA image, showing unusual gas filaments（页面存档备份，存于）
- Fabian, A.C., et al. A deep Chandra observation of the Perseus cluster: shocks and ripples（页面存档备份，存于）. Monthly Notices of the Royal Astronomical Society. Vol. 344 (2003): L43（arXiv:astro-ph/0306036v2）。
- Fabian, A.C. Nature 454, 968-970（页面存档备份，存于）